# Canidie
Pour le genre de coléoptère, voir Canidia (genre de coléoptères).
 (février 2014).
Si vous disposez d'ouvrages ou d'articles de référence ou si vous connaissez des sites web de qualité traitant du thème abordé ici, merci de compléter l'article en donnant les références utiles à sa vérifiabilité et en les liant à la section « Notes et références ».
Canidie (en latin : Canidia) est une magicienne et une sorcière de l'Antiquité romaine, qui apparaît dans les Satires et les Épodes d'Horace.

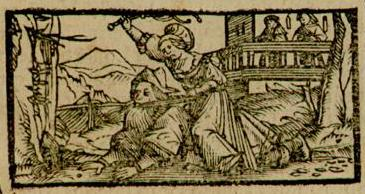
Canidie chevauchant Horace, d'après l'épode XVII ; couverture d'une édition des Épodes de 1517.

## Nom et réalité du personnage

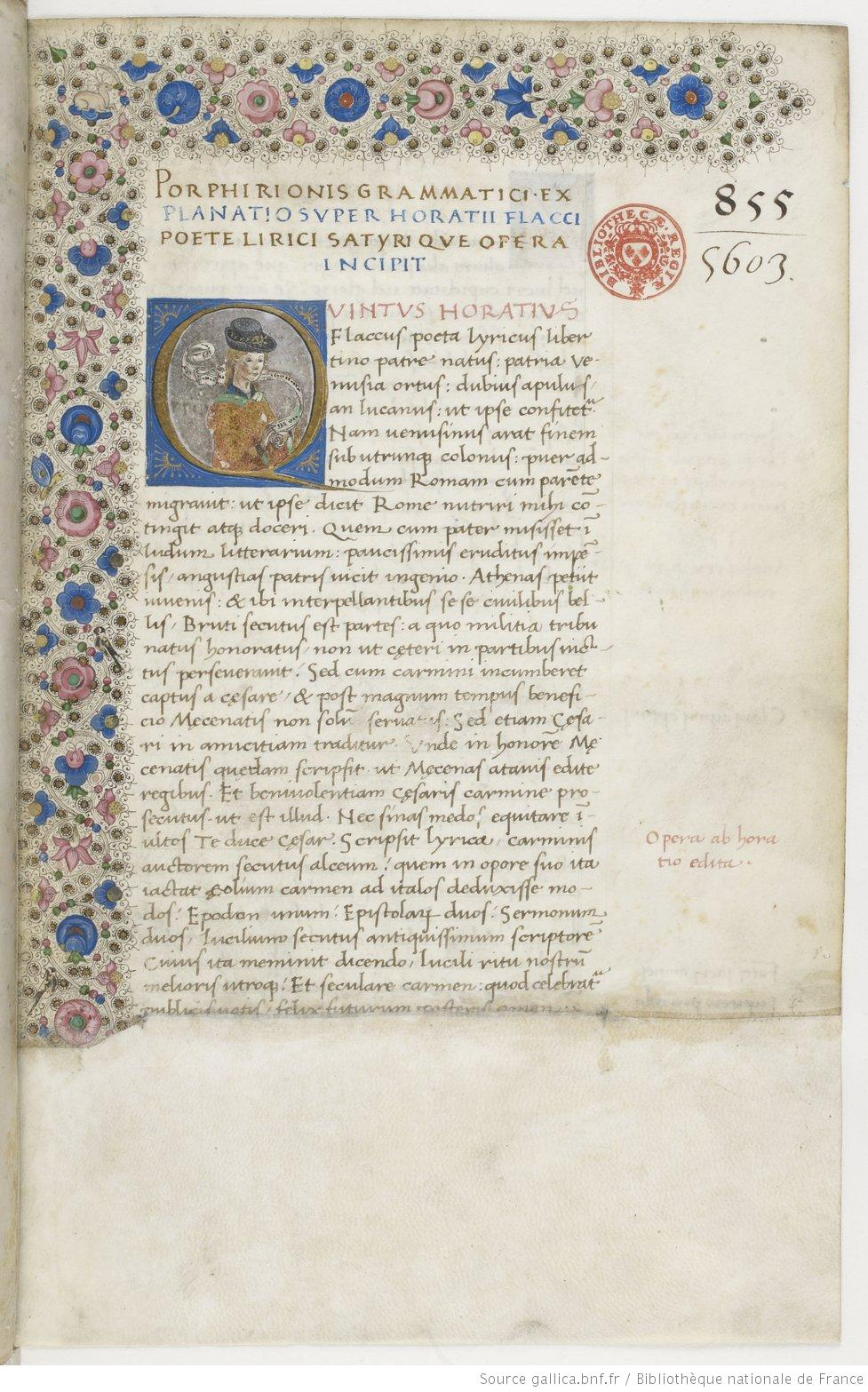
Porphyrion, Commentaires sur les poèmes d'Horace, manuscrit latin à décoration italienne de la seconde moitié du XVe siècle

On aurait pu rapprocher le mot Canidia du mot français canidé qui désigne les mammifères carnassiers tels que le loup, le chien (en latin canis) et cela aurait renforcé l'aspect animal ou sauvage du personnage. Mais le a initial de Canidia est long, comme dans les mots de la famille de l'adjectif canus, qui signifie « blanc », ou « gris ». Ainsi, Canidia signifierait plutôt étymologiquement « la vieille aux cheveux blancs ».
Il existe une gens Canidia apparue récemment dans l'histoire romaine dont cette sorcière est peut-être une représentante.
Pomponius Porphyrion, commentateur d'Horace, indique que ce sobriquet de Canidia désignait en réalité pour Horace une parfumeuse napolitaine de nom de Gratidia, nom construit sur l'adjectif latin Gratus, a, um, qui signifie agréable, charmant en français. Canidia, au sens de la vieille, aurait pu désigner Gratidia par une volonté de dérision fondée sur une antonymie.
Canidie n'est ni réelle, ni totalement fictive : il semble qu'elle ait été créée en reprenant les caractéristiques de personnages réels, avec peut-être une allusion plus spécifique à une sorcière en particulier.

## Sources antiques
C'est un personnage récurrent dans les textes d'Horace. L'auteur la décrit comme une sorcière (venefica), une nécromancienne en fonction des scènes et de ses actes. Canidia apparaît chez Horace dans les épodes III, V et XVII, ainsi que dans les SatiresI, 8 et II, 8.

### L’Épode III
Horace croit que Canidie cherche à l'empoisonner : 

« De quel toxique en  moi court l'incendie ? Dans cette herbe a-t-on infusé
Du sang d'aspic ? Est-ce un plat composé
À mon insu par Canidie? »

### L'Épode V
Canidie et ses compagnes, Sagane et Véia, ont capturé un jeune enfant. Elles n'éprouvent aucune pitié envers ce garçon qui aurait attendri un barbare. Ce jeune homme maudit Canidie et les sorcières qui l'accompagnent. Elles torturent ensuite le pauvre garçon : elles le font patienter devant de la nourriture, tandis qu'il meurt lentement de faim. Canidie veut, avec le corps de celui-ci, concocter une potion qui fera revenir son amant. Avant de mourir, l'enfant avertit Canidie des torts que lui causeront ses Mânes et sa famille.
Canidie procède avec trois compagnes : Sagane, Veia et Folia, qui apparaît au vers 42 de l'épode. La première est « hispide comme un oursin, un sanglier » avec une « robe troussée ». La seconde est décrite comme « insensible aux remords », et elle manie « une lourde bêche », avec laquelle elle creuse la terre. La troisième est décrite comme venant de Rimini, aimant les femmes, et possédant un savoir venu de Thessalie:

« Naples l'oisive et les cités voisines disent qu'à ce drame inouï vint Folia, rebut de Rimini (Ariminium en latin), aux désirs masculins, qui ferait choir, d'un mot thessalien, lune et soleil sur notre sphère. »

### Satires

#### La satire I, 8

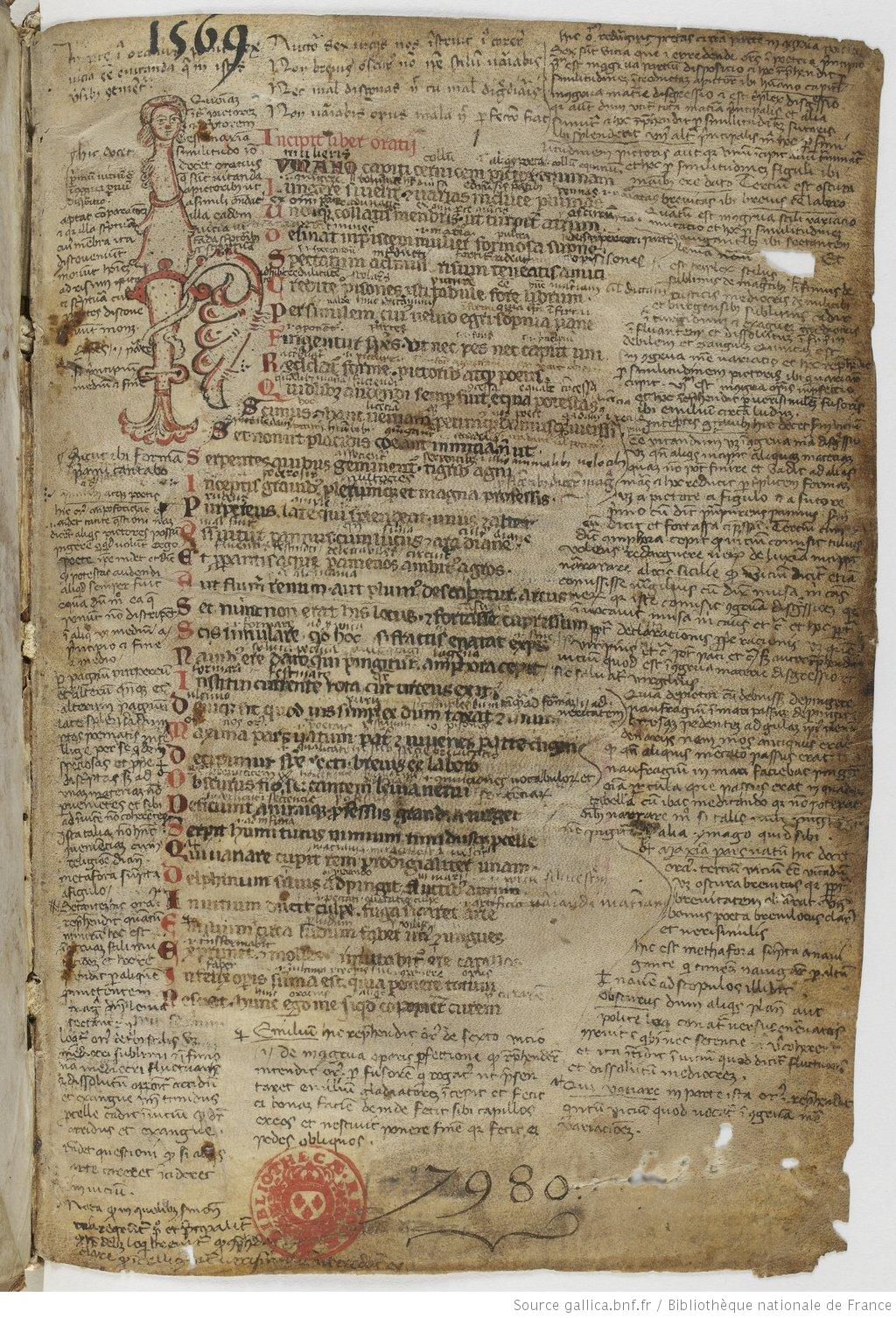
Manuscrit des œuvres d'Horace, contenant l’Art poétique, les Satires et les Épîtres, XIIe siècle.

La satire 8 du livre I d'Horace donne la parole à Priape, dieu de la fertilité ainsi que protecteur des jardins et des troupeaux. Il se plaint de Sagane et Canidia, « ces femmes qui troublent les esprits des hommes par leurs incantations et leurs poisons » et qui lui procurent beaucoup de soucis : « Je ne puis en aucune façon m’en défaire. » Il est horrifié par leurs sacrifices :

« Canidia se démenant et hurlant avec la plus âgée des Sanaga. La pâleur les rendait l’une et l’autre effroyables à voir. Elles commencèrent à fouiller la terre avec leurs ongles et à déchirer avec leurs dents une brebis noire. »

 Il est question des Mânes comme dans l’Épode V, mais les sorcières implorent également Hécate et Tisiphone.

#### La satire II, 1
C'est un dialogue entre deux personnages : Horace et Caius Trebatius Testa. Horace révèle que Canidie menacerait avec les poisons d'Albutius ceux envers lesquels elle éprouverait de la haine : 

« Canidia menace ceux qu’elle hait des poisons d’Albutius. »

## Les caractéristiques de Canidie

### Portrait physique
Canidie est laide, « à la hideuse face » et très vieille. Elle porte une robe noire, ses cheveux ne sont pas attachés et sont entrelacés avec des serpents, elle a les pieds nus : « J’ai vu moi-même, sa robe noire retroussée, pieds nus et cheveux épars, Canidie » ; et « entrelaçant de vipères ses cheveux épars. » Elle est pâle, blême, tout comme sa compagne Sagane.

### Portrait moral
Canidie est possédée par une folie qui transparaît dans son apparence physique : ses cheveux sont détachés, signe d'aliénation ou de négligence chez une femme dans l'Antiquité. Elle est amoureuse, puisqu'elle cherche à faire revenir son amant, qui s'est détourné d'elle : « Il dort, oublieux, sur le lit de toutes ses maîtresses ». Elle cherche à envoûter les hommes; Ne voulant pas se résigner, elle confectionne un philtre d'amour à partir du corps d'un enfant mort de faim, qu'elle torture en suscitant chez lui l'envie de se nourrir :

« et de sa moelle desséchée et de son foie avide on devait faire un breuvage d’amour, quand ses prunelles dardées sur la nourriture interdite se seraient éteintes. »

Elle est profondément cruelle et sans pitié. Son amour pour l'homme qui l'a délaissée l'empêche d'éprouver de la compassion ou tout autre sentiment positif. Elle reste impassible face au sort du garçon, plus dure qu'un Thrace. En effet, les Thrace étaient, à cette époque, considérés comme un peuple de barbares.  

« Les autres Thraces ont coutume de vendre leurs enfants, à condition qu'on les emmènera hors du pays. Ils ne veillent pas sur leurs filles, et leur laissent la liberté de se livrer à ceux qui leur plaisent ; mais ils gardent étroitement leurs femmes, et les achètent fort cher de leurs parents. Ils portent des stigmates sur le corps ; c'est chez eux une marque de noblesse ; il est ignoble de n'en point avoir. Rien de si beau à leurs yeux que l'oisiveté, rien de si honorable que la guerre et le pillage, et de si méprisable que de travailler à la terre. Tels sont leurs usages les plus remarquables. »

 Par ailleurs, les serpents qui s'enroulent dans ses cheveux en font une figure monstrueuse par référence au personnage mythologique de la Méduse. Dans l'épode V d'Horace, Canidie est confiante, sûre d'elle :

« Et sous les mers je veux que le ciel traîne, tandis qu'aux cieux la terre ira, si ton cœur sec ne se brûle à mes flammes comme ce bitume à ces feux. »

### Portrait social
Canidie fait partie d'un groupe composé exclusivement de femmes : « Que veut ce bruit, ce groupe féminin? » Nous connaissons deux des compagnes de Canidie : Sagana, en français Sagane, et Veia. Elle fait partie d'un groupe de personnes appelé Satyres, comptant les Saganas, les Pantilius, les Tigellius et leurs semblables. C'est une criminelle :

« En haletant creusait la terre fraîche Où plongé, le menton dehors, Tel qu'un nageur dont la tête s'élève Au-dessus du large courant, L'enfant doit voir, trois fois le jour durant, Des mets servis fuir comme en rêve. Et quand la mort enfin clora ses yeux »

.
Canidie tuerait donc des enfants qu'elle aurait précédemment enlevés. L’Épode V nous raconte également que Canidie a enlevé un enfant portant la toge prétexte.
Canidie vend des potions ou des philtres d'amour : « Que servirait d'acheter mon venin? » Horace dit la « trop puissante Canidie » mais, en disant cela, il feint de lui demander grâce, en lui faisant de nouvelles insultes.

### Ses pouvoirs et son savoir
Canidie et Sagana, pratiquent la magie noire : « Elles se mirent à gratter la terre de leurs ongles et à déchirer de leurs dents une agnelle noire. » Canidie sait parler aux esprits et aux dieux.

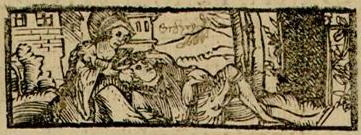
Sorcière ou Canidie coupant les cheveux d un homme endormi ou mort ; couverture d'une édition des Épodes de 1517.

Elle connaît les principes de magie sympathique, décrits par Frazer, ethnologue anglais, ou magie de contact, qui permettent d'agir à distance sur autrui, comme nous le montre Horace dans l’Épode V : « L'enfant doit voir, trois fois le jour durant, des mets servis fuir comme un rêve. » L'enfant enterré jusqu'à la tête mourra de faim devant des plats hors de sa portée après trois jours, ce qui est comparable au supplice de Tantale dans la mythologie grecque. Canidie se servira de son corps mort dans l'envie contre son amant qui la délaisse pour lui donner de nouveau envie de revenir auprès d'elle.
Sa science semble venir de Colchide, pays de Médée : Horace, dans l'épode V contre la magicienne Canidie nous parle de poisons dont l'Ibérie abonde ainsi que des feux de Colchos. Dans ce texte, ces éléments lui servent à fabriquer un philtre amoureux. Les potions qu'elle prépare ont un grand pouvoir: « Par des philtres inusités Tu reviendras, et tes sens hébétés. » De plus, elle utilise des produits venus d'ailleurs: « joint aux poisons que produit Iolcos. » Canidie n'est pas, malgré tout, la magicienne la plus puissante : « Ah! ah! il marche ... une autre, plus savante, de mes chaînes l'a délivré. » Elle compare sa recette au poison de Médée :

« Et parfumé d'un nard de ma recette la plus sûre. Qu'arrive-t-il ? Est-ce là ce poison dont Médée, à l'âme infernale, tua de loin sa superbe rivale, la fille du puissant Créon. »

## Postérité du personnage

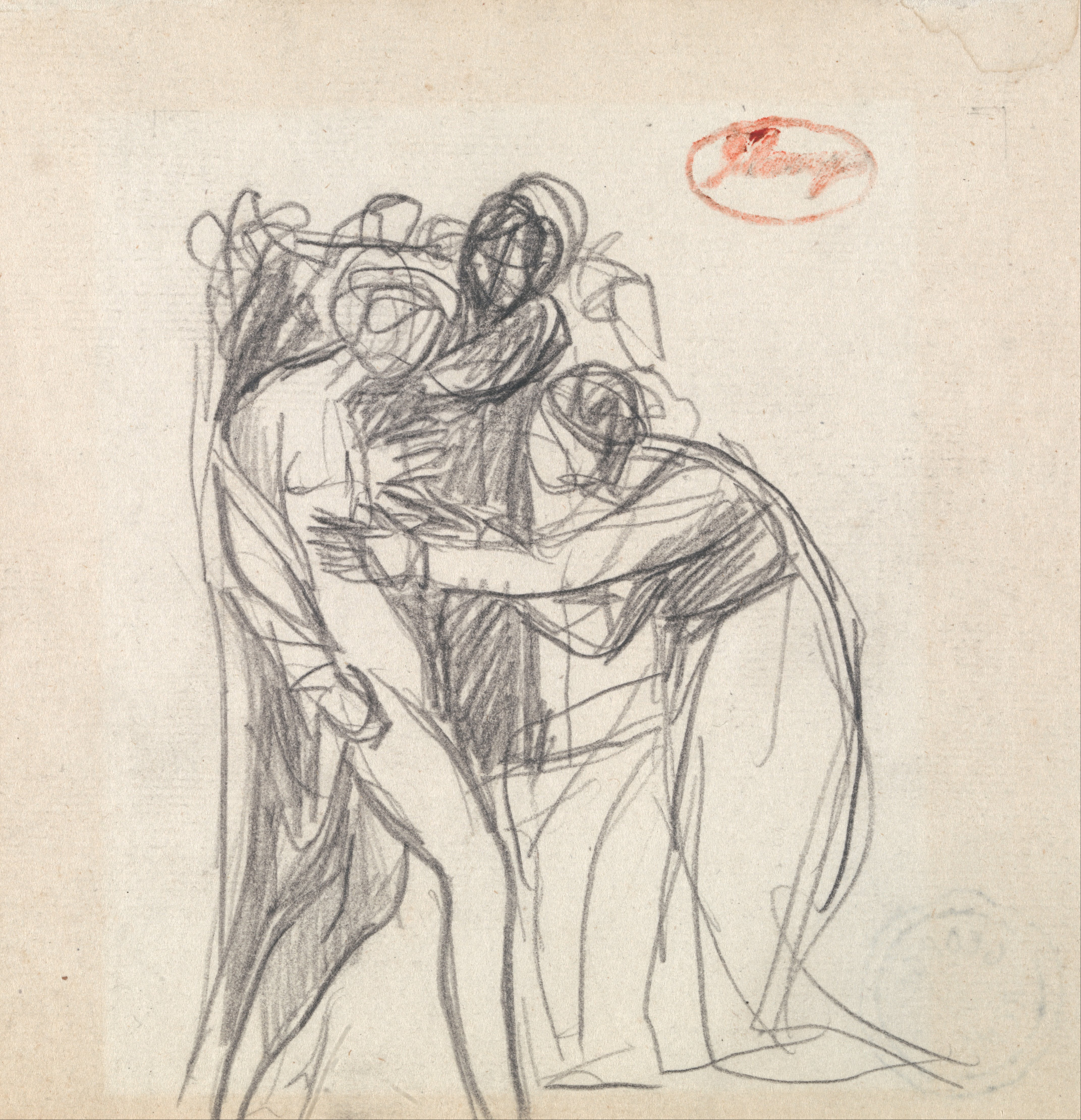
George Romney, 1734-1802, Canidia and the Youth

Une telle figure a laissé des traces chez les auteurs suivants, où son nom est parfois employé par antonomase comme simple synonyme de sorcière.
En 1499, paraît La Célestine, tragi-comédie de Calixte et Mélibée, attribuée à Fernando de Rojas. Dans l'acte I, un valet, Parmeno, décrit la sorcière Célestine qui se trouve être elle aussi une parfumeuse :

« Cette bonne vieille possède au bout de la ville, près des tanneries, sur le bord de la rivière, une maison isolée, à moitié détruite, peu meublée et encore moins abondamment pourvue. Elle y faisait une demi-douzaine de métiers : elle était lingère, parfumeuse, maîtresse passée dans l’art de fabriquer du fard et de restaurer les virginités, maquerelle et quelque peu sorcière. Le premier métier servait de couverture pour les autres. »

En 1552, Rabelais, dans Le Tiers Livre des Faits et Dicts Héroïques du bon Pantagruel, au chapitre XVI, à propos de la Sibylle de Panzoust: "C'est (dist Epistemon) par adventure une Canidie, une Sagane, une Phitonisse & sorcière."
En 1688, La Bruyère, dans Les Caractères, à propos de Carro Carri, dans De Quelques Usages, 68:

« laissez à Corinne, à Lesbie, à Canidie, à Trimalcion et à Carpus la passion ou la fureur des charlatans. »

Et à propos de Glycère dans Des Femmes, 73 :

« L’on voit Glycère en partie carrée au bal, au théâtre dans les jardins publics, sur le chemin de Venouze, où l’on mange les premiers fruits ; quelquefois seule en litière sur la route du grand faubourg, où elle a un verger délicieux, ou à la porte de Canidie, qui a de si beaux secrets, qui promet aux jeunes femmes de secondes noces, qui en dit le temps et les circonstances. »

En 1762, un pamphlet anonyme intitulé Anti-Canidia: or, Superstition Detected and Exposed (1762, Anti-Canidie, ou la superstition décelée et découverte), dénonce la supercherie de l’affaire du fantôme de Cock Lane.
Le personnage réapparaît en tant que tel dans les œuvres suivantes :
Catulle Mendès, dépeint Canidie, dans Philomena, avec une série de trois poèmes, publiés chez Jean Hetzel, 1863, p. 70-78.
Aurélien Vivie fait de Canidie un personnage de théâtre dans La sorcière Canidie, comédie en un acte.
Anatole France évoque la lubricité de Canidia, la sorcière de l'Esquilin dans Sur la pierre blanche, un dialogue philosophique (« II.– Gallion »), en 1905 :

« Quand notre douce Canidia, la fleur des matrones de l’Esquilin, envoie ses beaux esclaves aux thermes, elle les oblige à mettre un caleçon, enviant à tout le monde jusqu’à la vue de ce qui lui est le plus cher en eux. »

Raymond Marques, Canidie, Éditions de la Salamandre, 1964.
Laurent Guillaume, policier passionné d'antiquité, fait revivre Canidie dans La Louve de Subure. Le personnage de Sagane s'y trouve aussi.

## Articles Connexes
- Sorcier
- Rome antique